# 仇池郡
仇池郡，中国东晋南北朝时设置的郡。
- 东晋太元年间，仇池氐族首领杨氏内附，杨定求割天水之西县、武都之上禄为仇池郡，治今甘肃成县仇池山。治所在洛谷城（今甘肃西和县西南洛峪乡）。北魏太平真君七年（446年）改置仇池镇。北魏太和二十年（496年）置复为仇池郡，治阶陵，为梁州治。辖境相当今甘肃西和县、成县、礼县等地。后为益州、南秦州治。西魏改属成州，为州治。领二县：阶陵、仓泉。隋文帝开皇三年（583年）废仇池郡。
- 北魏置仇池郡，属东益州，治西乡。治所在今陕西略阳县西北。领二县：西乡、西石门。县境有仇山。本名仇雍，其上有池，故称仇池。西魏改为仇池县。